# Караджа паша
Караджа паша или Караджа бей е румелийски бейлербей по времето на султан Мехмед II.
Отличава се в битката при Варна, след като отрязва главата на падналия от коня полско-унгарски крал – Владислав Варненчик. Той е в сродство с османската династия. Сестра му е жена на Мехмед II, от която османският султан има син Аладин.
Умира от раните си по време на обсадата на Белград (1456). Потребан е в Имарет джамия в град Караджабей, предходно Михалич (по името на Кьосе Михал) – до XIX век преобладаващо населен с малоазийски българи. 